# Mouvement européen Irlande
Le Mouvement européen Irlande est une organisation à but non lucratif qui milite et agit pour la construction européenne en favorisant l’implication des citoyens irlandais. Il s’agit de la plus ancienne organisation pro-européenne en Irlande, fondée environ 20 ans avant l’adhésion du pays à la Communauté européenne. Son secrétaire général est Andrea Pappin et son Président est Maurice Pratt.

## Histoire
Le 11 janvier 1954, une centaine de personnes se retrouve au Shelbourne Hotel de Dublin afin de fonder le Conseil irlandais du Mouvement européen. Les statuts sont signés par sept personnalités de la construction européenne en Irlande : Donal O’Sullivan, Garret FitzGerald, Louis P. F. Smith, Denis Corboy, George J. Colley, Declan Costello et Sean J. Healy.
Cette fondation constitue le point de départ de l’accession de l’Irlande à l’Union européenne. Le but des sept signataires était d’informer les citoyens et les associations sur la construction européenne, et l’un des premiers objectifs concrets était l’intégration du pays à la Communauté économique européenne. Depuis son adhésion en 1972, l’association continue à informer et répondre aux questions des citoyens sur les réalisations de l’Union européenne.

## Activités
Le Mouvement européen Irlande essaie d’impliquer chaque citoyen irlandais dans la construction européenne au moyen de campagnes d’information et d’éducation. Il y contribue ainsi lui-même en lançant le débat sur une base quotidienne, et non seulement pendant les périodes de référendum.

### Campagnes d’information sur l’Europe
Pour l’année 2010, le Mouvement européen Irlande entreprend une série de trois campagnes d’information sur l’Europe :
- Citizen's Initiative Campaign
- Grad Jobs Campaign
- Accountability Campaign

### Programmes d’éducation et de formation
Le Mouvement européen Irlande participe à plusieurs programmes d’éducation et de formation de la Commission européenne, destinés à favoriser la compréhension de l’Europe tout en provoquant la réflexion et l’engagement citoyen. Le principal programme d’éducation entrepris par l’association est l’Europe en 20 minutes, qui consiste à expliquer la nature et le fonctionnement de l’Union européenne, et qui en sont les responsables en un laps de temps très court. Les représentants du Mouvement européen vont à la rencontre des citoyens, notamment dans des écoles, universités, PME et grandes entreprises irlandaises, afin d’informer et de répondre aux questions les plus fréquentes sur l’Europe.

### Autres activités
Le Mouvement européen Irlande organise également le concours My Vision for Europe qui consiste à inviter des jeunes de 15 à 17 ans à exprimer leur vision de l’Europe de façon créative.

## Affiliation
Le Mouvement européen Irlande fait partie du réseau paneuropéen Mouvement européen international. Il s’agit d’un lobby pro-européen dont l’objectif est de coordonner les efforts de la société civile œuvrant en faveur de la construction européenne, tout en informant les citoyens. Le Mouvement européen international souhaite encourager la participation citoyenne et la mobilisation de la société civile au sein de l’Union européenne. Il est présent dans 41 pays et compte parmi ses membres plus de 20 organisations internationales. Son Président actuel est l’ancien Président du Parlement européen Pat Cox.

## Compléments